# Venia kakamega
Venia kakamega là một loài nhện trong họ Linyphiidae.
Loài này thuộc chi Venia. Venia kakamega được miêu tả năm 2009 bởi Seyfulina & Rudy Jocqué.